# Fadel Brahami
Mohamed Fadel Brahami (ar. محمد براهامي, ur. 27 czerwca 1978 w Bondy) – algierski piłkarz grający na pozycji pomocnika.

## Kariera klubowa
Swoją karierę piłkarską Brahami rozpoczął w klubie ES du Blanc Mesnil. W 1996 roku został zawodnikiem FCM Aubervilliers. W sezonie 1996/1997 grał w nim w trzeciej lidze francuskiej. W 1997 roku przeszedł do Le Havre AC. Przez pierwsze dwa sezony grał w rezerwach tego klubu, a w 1999 roku awansował do kadry pierwszego zespołu. 25 września 1999 zadebiutował w Ligue 1 w zremisowanym 1:1 wyjazdowym meczu z Bastią. W sezonie 1999/2000 spadł z Le Havre do Ligue 2 i na drugim poziomie rozgrywek grał przez dwa lata. W sezonie 2002/2003 ponownie grał z Le Havre w Ligue 1.
W 2004 roku Brahami został piłkarzem belgijskiego RAA Louviéroise. Grał w nim przez dwa sezony. W 2006 roku przeszedł do innego belgijskiego klubu, RAEC Mons. Spędził w nim trzy lata.
W 2009 roku Brahami podpisał kontrakt z cypryjskim AEP Pafos. W cypryjskiej lidze swój debiut zanotował 29 sierpnia 2009 w przegranym 2:3 wyjazdowym meczu z Omonią Nikozja. W AEP grał do końca sezonu 2009/2010.
W 2010 roku Brahami przeszedł do Miniora Pernik. W 2012 roku zakończył tam karierę.
| Sezon   | Klub              | Kraj     | Rozgrywki                 | Mecze | Bramki |
| ------- | ----------------- | -------- | ------------------------- | ----- | ------ |
| 1996/97 | FCM Aubervilliers | Francja  | Championnat National      | 5     | 1      |
| 1997/98 | Le Havre AC B     | Francja  | CFA                       | 8     | 1      |
| 1998/99 | Le Havre AC B     | Francja  | CFA                       | 20    | 1      |
| 1999/00 | Le Havre AC       | Francja  | Ligue 1                   | 7     | 0      |
| 1999/00 | Le Havre AC B     | Francja  | CFA                       | 12    | 1      |
| 2000/01 | Le Havre AC       | Francja  | Ligue 2                   | 11    | 1      |
| 2001/02 | Le Havre AC       | Francja  | Ligue 2                   | 20    | 2      |
| 2002/03 | Le Havre AC       | Francja  | Ligue 1                   | 5     | 0      |
| 2002/03 | Le Havre AC B     | Francja  | CFA                       | 12    | 3      |
| 2004/05 | RAA Louviéroise   | Belgia   | Eerste klasse             | 26    | 3      |
| 2005/06 | RAA Louviéroise   | Belgia   | Eerste klasse             | 21    | 1      |
| 2006/07 | RAEC Mons         | Belgia   | Eerste klasse             | 26    | 3      |
| 2007/08 | RAEC Mons         | Belgia   | Eerste klasse             | 31    | 3      |
| 2008/09 | RAEC Mons         | Belgia   | Eerste klasse             | 29    | 3      |
| 2009/10 | AEP Pafos         | Cypr     | Protathlima A’ Kategorias | 14    | 2      |
| 2010/11 | Minior Pernik     | Bułgaria | A PFG                     | 14    | 2      |
| 2011/12 | Minior Pernik     | Bułgaria | A PFG                     | 28    | 6      |

## Kariera reprezentacyjna
W reprezentacji Algierii Brahami zadebiutował 29 marca 2003 roku w zremisowanym 1:1 towarzyskim meczu z Angolą. Do 2006 roku rozegrał w niej 16 meczów.